# Gustaf Rosenquist
Gustaf Vilhelm Rosenquist (Jönköping, 10 de setembre de 1887 – Las Palmas de Gran Canaria, 22 de desembre de 1961) va ser un gimnasta suec que va competir a primers del segle xx.
El 1908 va prendre part en els Jocs Olímpics de Londres, on guanyà la medalla d'or en la prova del concurs complet per equips, com a membre de l'equip suec.